# Forensische accountancy
Forensische accountancy is een specialistisch gebied binnen de accountancy gericht op het opsporen van economische en financiële delicten. Het betreft hier veelal fraudeonderzoek dat ter ondersteuning van te nemen strafrechtelijke of civielrechtelijke stappen wordt uitgevoerd. Forensische accountants zijn zowel in de publieke sector als in de private sector werkzaam, zoals onder andere bij de Nederlandse politie en de FIOD en bij grote financiële instellingen en gespecialiseerde advieskantoren.
Forensische accountancy, oftewel fraudeonderzoek, is internationaal georganiseerd via de Association of Certified Fraud Examiners. Deze heeft in Nederland ook een lokale afdeling. Deze beroepsorganisatie richt zich niet exclusief op fraudeonderzoek maar ook op fraudepreventie en -bestrijding.